# Fabiola Ndanga Nana
Fabiola Ndanga Nana (21 de enero de 1993) es una deportista camerunesa que compite en judo. Ganó una medalla de plata en el Campeonato Africano de Judo de 2014 en la categoría de –70 kg.

## Palmarés internacional
| Campeonato Africano | Campeonato Africano     | Campeonato Africano | Campeonato Africano |
| Año                 | Lugar                   | Medalla             | Categoría           |
| ------------------- | ----------------------- | ------------------- | ------------------- |
| 2014                | Puerto Louis (Mauricio) | Medalla de plata    | –70 kg              |